# Ивановка (Высокогорский район)
 Ивановка  — деревня Высокогорском районе Татарстана. Входит в состав Чернышевского сельского поселения.

## География
Находится в северо-западной части Татарстана на расстоянии приблизительно 2 км на север по прямой от районного центра посёлка Высокая Гора.

## История
Основана в 1930-х годах.

## Население
Постоянных жителей было: в 1938 году- 125, в 1949—212, в 1958 — 89, в 1970 — 74, в 1989 — 24, 14 в 2002 году (русские 79 %), 9 в 2010.